# Mycodrosophila setipalpis
Mycodrosophila setipalpis är en tvåvingeart som beskrevs av Toyohi Okada 1956. Mycodrosophila setipalpis ingår i släktet Mycodrosophila och familjen daggflugor. Inga underarter finns listade i Catalogue of Life.